# Asiento de Negros

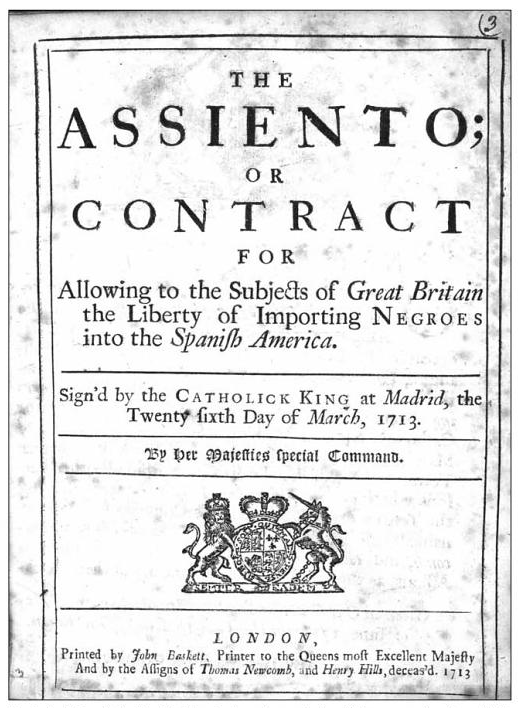
Portada de la traducció anglesa del contracte Asiento signat per Gran Bretanya i Espanya el 1713 com a part del tractat d'Utrecht que va posar fi a la Guerra de Successió. El contracte atorgava drets exclusius a Gran Bretanya per vendre esclaus a les Índies espanyoles.

El Asiento de Negros va ser un contracte de monopoli entre la Corona espanyola i diversos comerciants pel dret a proporcionar esclaus africans a les colònies d'Amèrica espanyola L'Imperi espanyol rarament es dedicava al tràfic transatlàntic d'esclaus directament des de la mateixa Àfrica, optant en canvi per contractar la importació a comerciants estrangers de nacions més destacades d'aquesta part del món; típicament portuguesos i genovesos, però més tard holandesos, francesos i britànics. L'Asiento no va afectar el Carib francès o britànic sinó l'Amèrica espanyola.

## Significat
Un asiento, en llengua castellana, és un contracte de préstec o deute a curt termini, d'un a quatre anys, signat entre la corona espanyola i un banquer o un petit grup de banquers (asentistas) contra els futurs ingressos de la corona, sovint inclosos després de la signatura dels tractats de pau. Un asiento cobreix una o una combinació de tres transaccions específiques: un préstec a curt termini sense garantia, una transferència de pagament i un contracte de canvi de moneda.
Entre principis del segle XVI i mitjans del segle xviii, els asientos van ser utilitzats pel tresorer espanyol per ajustar els desequilibris a curt termini entre els ingressos i les despeses. El sobirà es va comprometre a retornar el principal del préstec més un interès elevat (12%). Els banquers participants de Sevilla, Lisboa, República de Gènova i Amsterdam, al seu torn, van recórrer als beneficis i inversions directes obtingudes d'un gran nombre de comerciants atlàntics. A canvi d'un conjunt de pagaments programats, els comerciants i financers tenien el dret de cobrar els impostos rellevants o supervisar el comerç d'aquelles mercaderies que queien sota la prerrogativa del monarca. D'aquesta manera un conjunt de comerciants rebien el dret d'embarcar tabac, sal, sucre i cacau en una ruta comercial des de les Índies Occidentals espanyoles, algunes vegades acompanyats de llicències d'exportació de lingots des de la Península o Cadis. En particular, el asiento tindria un gran impacte per a l'economia de les colònies hispanoamericanes, perquè el tractat assegurava o garantiria ingressos fixos per a la corona i el subministrament de la regió amb determinades mercaderies, mentre que la part contractant assumia el risc del comerç. Un nou Asiento era el mitjà més segur per poder recuperar els seus diners.

## Història
El Tractat d'Alcáçovas de 1479 va dividir l'oceà Atlàntic i altres parts del globus en dues zones d'influència, espanyola i portuguesa. Els espanyols van adquirir el costat oest, rentant Amèrica del Sud i les Índies Occidentals, mentre que els portuguesos van obtenir el costat est, rentant la costa occidental d'Àfrica, i també l'oceà Índic més enllà. Els espanyols confiaven en els treballadors africans esclavitzats per donar suport al seu projecte colonial americà, però ara no tenien cap posició comercial ni territorial a l'Àfrica occidental, la principal font de treball esclau. Els espanyols confiaven en els comerciants d'esclaus portuguesos per cobrir els seus requisits. El contracte s'obtenia normalment per bancs mercantils estrangers que cooperaven amb comerciants locals o estrangers, especialitzats en el transport marítim. Diferents organitzacions i individus licitarien pel dret a ocupar l'Asiento
L'impuls original per importar africans esclaus va ser alleujar els habitants indígenes de les colònies de les demandes laborals dels colons espanyols. L'esclavitud dels amerindis havia estat aturada per la influència de dominics com Bartolomé de las Casas. Espanya donava asientos individuals als comerciants portuguesos per portar esclaus africans a Amèrica del Sud.

Després del Tractat de Münster, l'any 1648, els comerciants holandesos es van implicar en l'Asiento de Negros. El 1713, els britànics van rebre el dret a l'Asiento en el Tractat d'Utrecht, que va posar fi a la Guerra de Successió. El govern britànic va passar els seus drets a la South Sea Company. El asiento britànic va acabar amb el Tractat de Madrid de 1750 entre Gran Bretanya i Espanya després de la Guerra de l'Orella de Jenkins, coneguda adequadament pels espanyols com la Guerra del Asiento

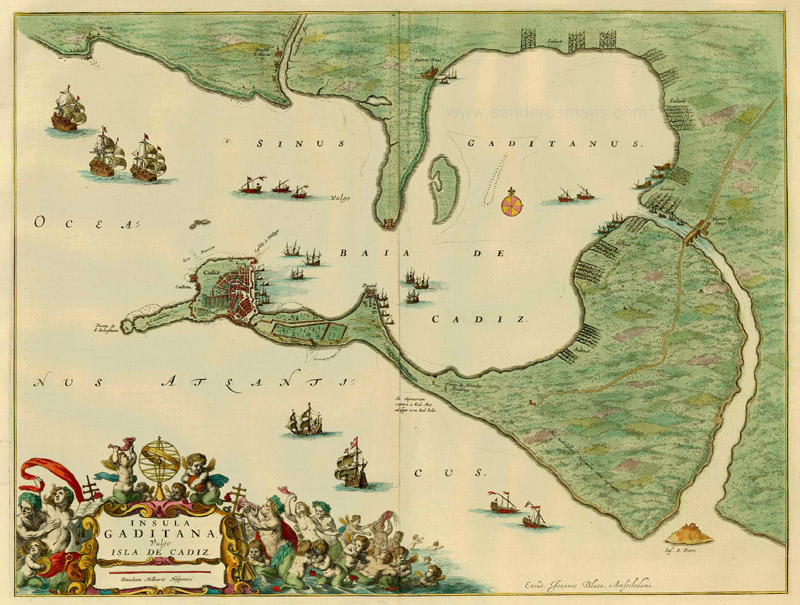
L'illa de Cadis de Blaeu l'any 1662.

### Antecedents a l'Amèrica Espanyola
El significat general de asiento (del verb castellà sentar, seure, que derivava del llatí sedere) en castellà és "consentiment" o "assentament, establiment". En un context comercial, significa "contracte, acord comercial". En paraules de Georges Scelle, era "un terme de dret públic espanyol que designa tot contracte fet amb finalitats d'utilitat pública... entre el govern espanyol i els particulars".

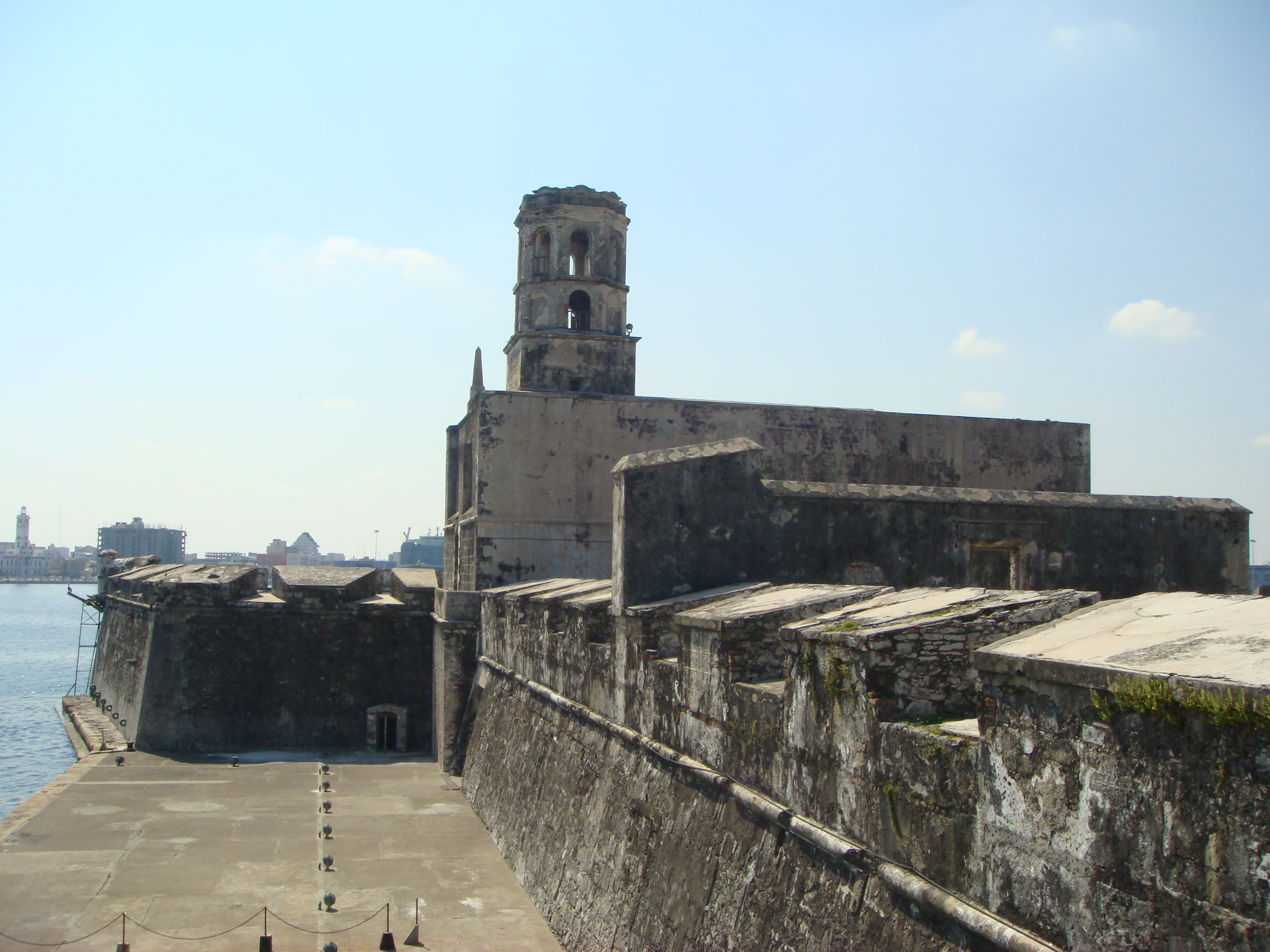
San Juan de Ulúa, Veracruz, Mèxic

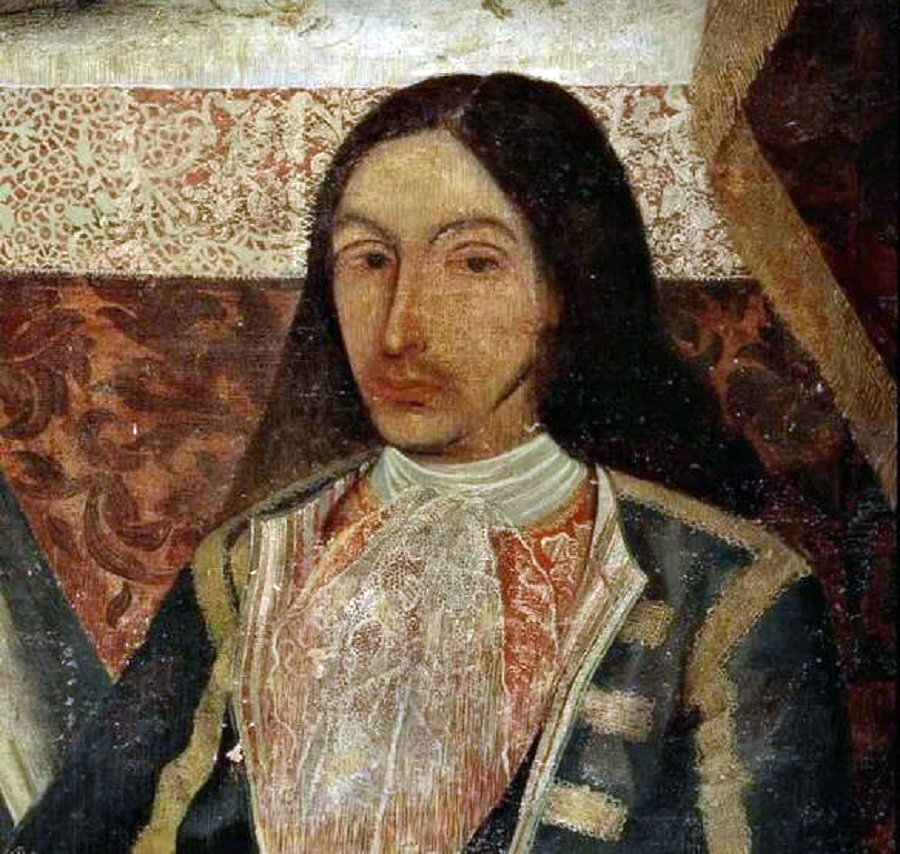
L'espanyol Amaro Pargo que va ser un dels corsaris més famosos de l'edat d'or de la pirateria, va participar en el comerç d'esclaus africans a l'Amèrica Hispana

El sistema Asiento es va establir després de l'assentament espanyol al Carib quan la població indígena estava patint un col·lapse demogràfic i els espanyols necessitaven una altra font de mà d'obra. Inicialment, uns quants africans cristians nascuts a Ibèria van ser transportats al Carib. Però a mesura que el col·lapse demogràfic indígena continuava i creixien els opositors a l'explotació espanyola de la mà d'obra indígena, inclosa la de Bartolomé de las Casas, el jove rei dels Habsburg Carles I d'Espanya va permetre la importació directa d'esclaus d'Àfrica (bozales) al Carib.. El primer Asiento per vendre esclaus es va elaborar l'agost de 1518, atorgant a un favorit flamenc de Charles, Laurent de Gouvenot, el monopoli d'importar africans esclaus durant vuit anys amb un màxim de 4.000. Gouvenot va vendre ràpidament la seva llicència al tresorer de la Casa de la Contratación de Indias i tres subcontractistes, comerciants genovesos a Andalusia, per 25.000 ducats. La Casa de Contractació de Sevilla controlava tant el comerç com la immigració al Nou Món, excloent jueus, conversos, musulmans i estrangers. Els esclaus africans eren considerats mercaderies i les seves importacions estaven regulades per la corona. La corona espanyola cobrava un deure per cada " peça ", i no sobre cada esclau individual lliurat. Espanya no tenia accés directe a les fonts africanes d'esclaus ni la capacitat de transportar-los, per la qual cosa el sistema d'Asiento era una manera d'assegurar un subministrament legal d'africans al Nou Món, que aportava ingressos a la corona espanyola.
El corsari i comerciant espanyol Amaro Pargo (1678-1747) va arribar a realitzar el transport d'esclaus al Carib, si bé s'estima, en menor mesura que altres capitans i personatges de l'època dedicats a aquesta activitat. El 1710, el corsari es va veure embolicat en una denúncia per part del prevere Alonso García Ximénez, el qual l'acusava d'alliberar un esclau africà anomenat Sebastián, que era transportat fins a Veneçuela en un dels vaixells d'Amaro. El citat Alonso García atorga un poder el 18 de juliol de 1715 a Teodoro Garcés de Salazar perquè li reclamés a Caracas la seva devolució. Tot i aquest fet, el mateix Amaro Pargo va posseir també esclaus en el seu servei domèstic.

### Monopoli portuguès
Per a la corona espanyola, l'Asiento era una font de beneficis. Haring diu: "L'Asiento va continuar sent la política establerta del govern espanyol per controlar i treure profit del tràfic d'esclaus". A l'Espanya dels Habsburg, els Asientos eren un mètode bàsic per finançar les despeses de l'estat: "El préstec va prendre dues formes: el deute a llarg termini en forma de bons perpetus (juros) i els contractes de préstec a curt termini proporcionats pels banquers (Asientos). Molts Asientos van ser finalment convertits o refinançats a través de jurosAsiento"

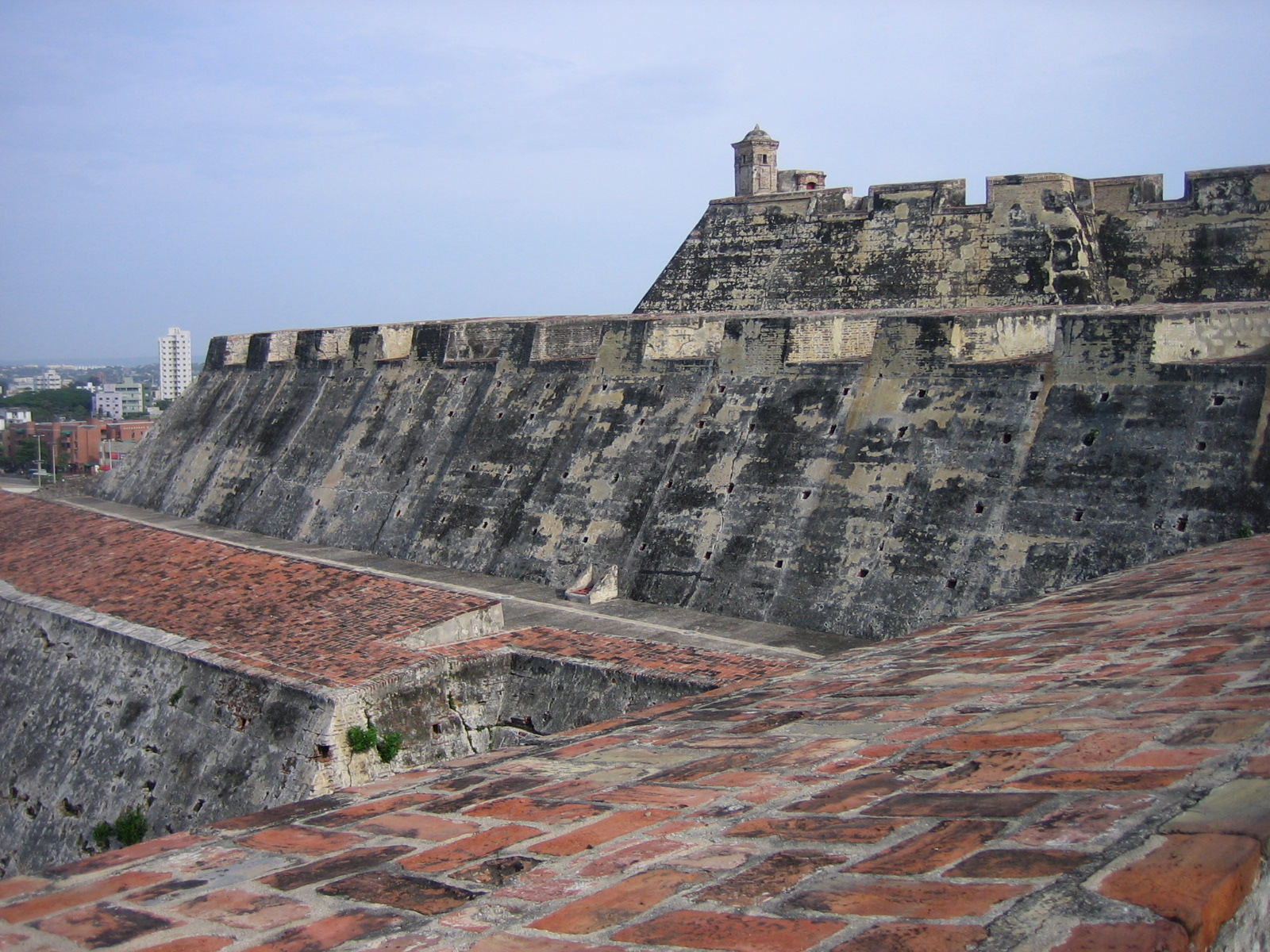
San Felipe, fort espanyol a Cartagena (Colòmbia).

Inicialment, com que Portugal tenia drets lliures a l'Àfrica occidental a través del seu tractat de 1494, va dominar el tràfic europeu d'esclaus dels africans. Abans de l'inici de l'Asiento oficial el 1595, quan el monarca espanyol també governava Portugal a la Unió Ibèrica (1580–1640), les autoritats fiscals espanyoles van donar Asientos individuals als comerciants, principalment de Portugal, per portar esclaus a les Amèriques. Durant la dècada de 1560 la majoria d'aquests esclaus es van obtenir a la zona de l'Alta Guinea, especialment a la regió de Sierra Leone on hi va haver moltes guerres associades a les invasions mandéAsiento
Després de l'establiment de la colònia portuguesa d'Angola el 1575, i la substitució gradual de São Tomé pel Brasil com a principal productor de sucre, els interessos angolesos van dominar el comerç, i van ser els financers i comerciants portuguesos els que van obtenir la major escala. Asiento integral que es va establir el 1595 durant el període de la Unió Ibèrica. L'Asiento es va estendre a la importació d'esclaus africans al Brasil, i els que tenien Asientos per al comerç d'esclaus brasilers sovint també comerciaven amb esclaus a l'Amèrica espanyola. L'Amèrica espanyola era un mercat important per als esclaus africans, inclosos molts dels quals superaven la quota de la llicència d'Asiento i eren venuts il·legalment. Des del període comprès entre 1595 i 1622, aproximadament la meitat de tots els esclaus importats van ser destinats a Mèxic. La majoria dels esclaus de contraban no van ser portats per comerciants autònoms.
El domini angolès del comerç es va manifestar després de 1615 quan els governadors d'Angola, començant per Bento Banha Cardoso, es van aliar amb mercenaris Imbangala per fer estralls a les potències africanes locals. Molts d'aquests governadors també tenien el contracte d'Angola així com l'Asiento, assegurant així els seus interessos. Els registres marítims de Vera Cruz i Cartagena mostren que fins al 85% dels esclaus que arribaven als ports espanyols eren d'Angola, portats per vaixells portuguesos. El 1637 la Companyia Holandesa de les Índies Occidentals va emprar comerciants portuguesos en el comerç. El primer període d'Asiento va acabar el 1640 quan Portugal es va revoltar contra Espanya, encara que fins i tot llavors els portuguesos van continuar subministrant les colònies espanyoles.

### Competència holandesa, francesa i britànica
A la dècada de 1650, després que Portugal aconseguís la seva independència d'Espanya, Espanya va negar l'assentament als portuguesos, als quals considerava rebels. Espanya va intentar entrar directament en el comerç d'esclaus, enviant vaixells a Angola per comprar esclaus. També va jugar amb la idea d'una aliança militar amb Kongo, el poderós regne africà al nord d'Angola. Però aquestes idees van ser abandonades i els espanyols van tornar als interessos portuguesos i després holandesos per subministrar esclaus. (L'expedició del capità Holmes va capturar o destruir tots els assentaments holandesos a la costa de Ghana.) Els espanyols van adjudicar grans contractes per a l'Asiento al banquer genovés Grillo a la dècada de 1660 i a la Companyia Holandesa de les Índies Occidentals el 1675 en lloc dels comerciants portuguesos als anys 1670 i 1680. No obstant això, aquest mateix període va veure un ressorgiment de la pirateria. L'any 1700, amb la mort de l'últim monarca dels Habsburg, Carles II d'Espanya, el seu testament va nomenar la Casa de Borbó en la forma de Felip V d'Espanya com a successor al tron espanyol. La família Borbó també eren reis de França i per això l'Asiento va ser concedit el 1702 a la Companyia de Guinea Francesa, per a la importació de 48.000 esclaus africans durant una dècada. Els africans van ser transportats a les colònies franceses del Carib de Martinica i Saint Domingue.
Com a part de la seva estratègia de mantenir un equilibri de poder a Europa, Gran Bretanya i els seus aliats, inclosos els holandesos i els portuguesos, van disputar l'herència borbònica del tron espanyol i van lluitar a la Guerra de Successió contra l'hegemonia borbònica. Encara que la Gran Bretanya no es va imposar, va rebre l'Asiento com a part de la pau d'Utrecht. Això va concedir a Gran Bretanya un Asiento de trenta anys per enviar un vaixell mercant al port espanyol de Portobelo, proporcionant 4800 esclaus a les colònies espanyoles. L'Asiento es va convertir en un conducte per al contraban britànic i els contrabandistes de tota mena, fet que va soscavar els intents d'Espanya de mantenir un sistema comercial proteccionista amb les seves colònies americanes. Les disputes relacionades amb això van portar a la Guerra de l'orella de Jenkins (1739). Gran Bretanya va renunciar als seus drets a l'Asiento després de la guerra, en el Tractat de Madrid de 1750, ja que Espanya estava implementant diverses reformes administratives i econòmiques. La Corona espanyola va comprar el dret de la Companyia del Mar del Sud a l'Asiento aquell any. La Corona espanyola va buscar una altra manera de subministrar esclaus africans, intentant liberalitzar el seu tràfic, intentant canviar a un sistema de lliure comerç d'esclaus per part d'espanyols i estrangers en particulars llocs colonials. Aquests eren Cuba, Santo Domingo, Puerto Rico i Caracas, tots els quals utilitzaven esclaus africans en gran nombre.